# Reinickendorf (okręg administracyjny)
Reinickendorf – dwunasty okręg administracyjny Berlina, który jest zamieszkany przez 260 253 osoby (stan na 31 grudnia 2015).
Pod względem powierzchni jest piątym okręgiem. Jego nazwa pochodzi od jednej z dzielnic składowych – Reinickendorfu. W dzielnicy Tegel znajduje się lotnisko o tej samej nazwie.
Po II wojnie światowej obie dzielnice okręgu, Reinickendorf i Wedding, należały do francuskiej strefy okupacyjnej, znajdującej się z Berlinie Zachodnim.

## Podział administracyjny
W skład okręgu administracyjnego wchodzi jedenaście dzielnic (Ortsteil):
| Dzielnica i jej numer                        | Powierzchnia [km²] | Liczba mieszkańców (stan na 30 czerwca 2016 r.) | Liczba mieszkańców na kilometr kwadratowy | Położenie |
| -------------------------------------------- | ------------------ | ----------------------------------------------- | ----------------------------------------- | --------- |
| 1201 Reinickendorf                           | 10,5               | 80 687                                          | 7684                                      |           |
| 1202 Tegel - Cité Guynemer                   | 33,7               | 35 474                                          | 1053                                      |           |
| 1203 Konradshöhe - Tegelort - Jörsfelde      | 2,2                | 5999                                            | 2727                                      |           |
| 1204 Heiligensee - Schulzendorf - Sandhausen | 10,7               | 18 123                                          | 1694                                      |           |
| 1205 Frohnau                                 | 7,8                | 16 782                                          | 2152                                      |           |
| 1206 Hermsdorf                               | 6,1                | 16 440                                          | 2531                                      |           |
| 1207 Waidmannslust - Schwarzwald-Siedlung    | 2,3                | 10 668                                          | 4638                                      |           |
| 1208 Lübars                                  | 5,0                | 5088                                            | 1018                                      |           |
| 1209 Wittenau - Cité Foch                    | 5,9                | 25 118                                          | 4257                                      |           |
| 1210 Märkisches Viertel                      | 3,2                | 39 261                                          | 4257                                      |           |
| 1211 Borsigwalde                             | 2,0                | 6613                                            | 3307                                      |           |

## Położenie
Okręg znajduje się w północno-zachodniej części Berlina. Sąsiadującymi z nim okręgami są: Spandau – na południowym zachodzie, Charlottenburg-Wilmersdorf na południu, Mitte – na południowym wschodzie i na południu – Pankow. Od północy graniczy z powiatem Oberhavel w Brandenburgii.

## Rozwój okręgu

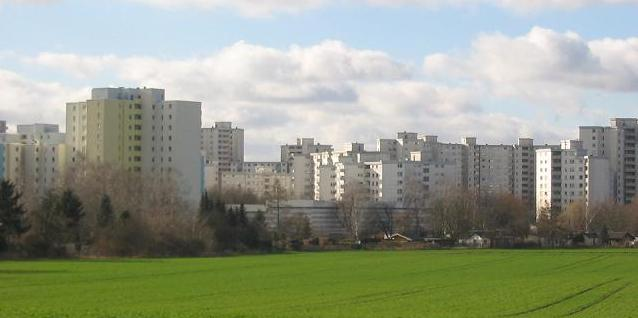
Blokowiska w Märkisches Viertel

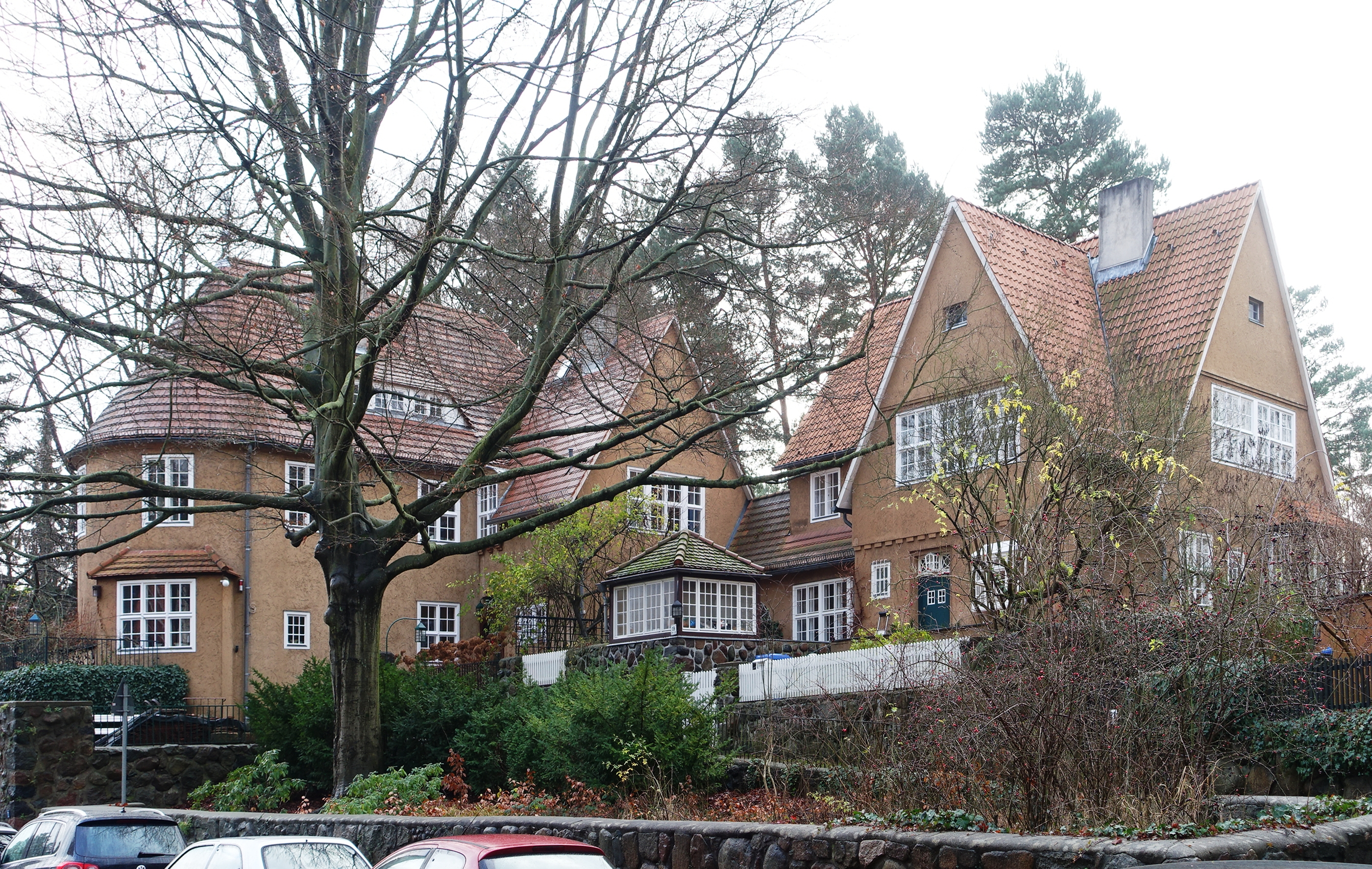
… i osiedle willowe na południu Frohnau

Za sprawą Ustawy o Wielkim Berlinie z dnia 27 kwietnia 1920 roku sześć gmin wiejskich (Reinickendorf, Wittenau, Tegel, Heiligensee, Hermsdorf bei Berlin i Lübars – zachodnia część gminy Rosental) i obszary dworskie (lub ich części) Frohnau, Tegel-Schloss, Jungfernheide-Nord, i Tegel-Forst-Nord zostały włączone do nowo powstałej dzielnicy Reinickendorf.
Na terenie okręgu dominują lasy i zbiorniki wodne. W południowej części występuje budownictwo podobne do sąsiadującej dzielnicy Wedding w okręgu Mitte. Tam też znajduje się wybudowane w latach 1929–1931 osiedle Weiße Stadt i wielki zespół mieszkalny Märkiches Viertel (ponad 30 000 mieszkańców) wybudowany w latach 1963–1974. W pozostałych częściach okręgu dominują domy jednorodzinne, które w niektórych miejscach dzielnicy Hermsdorf i szczególnie we Frohnau posiadają willowy charakter.
Najnowszym osiedlem jest osiedle robotnicze Borsigwalde w części o tej samej nazwie.

## Demografia
Dnia 31 grudnia 2015 roku Reinickendorf był zamieszkany przez 260 253 mieszkańców. Oznacza to, że miał trzecią najniższą liczbę ludności w Berlinie. Przed nim są jedynie Spandau i Treptow-Köpenick. Udział obszarów leśnych i wodnych wynosi 89,5 kilometra kwadratowego, co w połączeniu z luźną zabudową w południowej części okręgu dawało gęstość zaludnienia wynoszącą 2909 mieszkańców na kilometr kwadratowy. Jest to tak samo trzecia najniższa wartość w Berlinie.
31 grudnia 2012 odsetek obcokrajowców wynosił 11,7%, a odsetek osób z tłem migracyjnym 25,8%. Stopa bezrobocia wynosiła 30 kwietnia 2013 15,2%. W grudniu 2012 roku średni wiek mieszkańca wynosił 45,2 roku.

Piramida wieku w Reinickendorf 2010 r.

| Rok  | Liczba  |
| ---- | ------- |
| 1925 | 105 467 |
| 1933 | 164 319 |
| 1939 | 200 531 |
| 1946 | 192 201 |
| 1950 | 205 930 |
| 1961 | 215 892 |
| 1970 | 238 736 |
| 1987 | 238 671 |
| 2000 | 245 644 |
| 2009 | 241 065 |

## Przynależność do sądów
Okręg Reinickendorf jest podporządkowany sądowi rejonowemu w Wedding.

## Herb okręgu
Herb okręgu administracyjnego Reinickendorf ma kształt tarczy hiszpańskiej zwieńczonej koroną miejską Berlina, która jest obowiązkowym elementem herbów wszystkich berlińskich okręgów. W czarnym polu znajduje się złoty skos z czerwonym lisem skierowanym głową ku górze. Lis jest elementem herbu dawnej wsi Reinickendorf, po obu stronach skosu po trzy złote kłosy symbolizujące sześć wsi z których powstał w roku 1920 okręg włączony w obręb miasta. Wzór herbu został zatwierdzony przez Senat Berlina w dniu 28 listopada 1958 roku.

## Transport
Przez okręg przebiegają linie metra U6 oraz U8.

## Współpraca
Miejscowości partnerskie:
- Antony, Francja (od 1966)
- Bad Steben, Bawaria
- Blomberg, Nadrenia Północna-Westfalia
- Denia, Hiszpania
- Katalonia, Hiszpania
- Kijów, Ukraina
- Kirjat Atta, Izrael (od 1976)
- Lauterbach, Hesja
- Lichtenfels, Bawaria
- Melle, Dolna Saksonia
- Międzyrzecz, Polska
- Mińsk, Białoruś
- powiat Oberhavel, Brandenburgia
- Orkady, Szkocja
- Petersburg, Rosja
- Royal Borough of Greenwich, Wielka Brytania (od 1966)
- powiat Schmalkalden-Meiningen, Turyngia
- Sulęcin, Polska
- Templewo, Polska
- powiat Vogelsberg, Hesja
- Waszyngton, Stany Zjednoczone
- Wołgograd, Rosja
- Wrocław, Polska
- Zeltingen-Rachtig, Nadrenia-Palatynat

## Literatura
- Michael Zaremba: Reinickendorf im Wandel der Geschichte. Bezirks-Chronik. Bebra, Berlin 1999, ISBN 3-930863-63-4.
- Ralf Schmiedecke: Berlin-Reinickendorf. Sutton 2003, ISBN 978-3-89702-587-5 (Reihe Archivbilder).
- Gerd Koischwitz; Wilhelm Möller oHG (Hrsg.): Sechs Dörfer in Sumpf und Sand – Geschichte des Bezirkes Reinickendorf von Berlin. Der Nord-Berliner, Berlin 1983.